# Snijurivka
Snijurivka (en ucraniano: Снігурівка, romanizado: Snihurivka) es una ciudad ucraniana perteneciente al óblast de Mikolaiv. Situada en el sur del país, forma parte del raión de Bashtanka y centro del municipio (hromada) de Snijurivka.  

## Toponimia
El nombre del lugar en ruso es Snigirevka (en ruso: Снигирёвка).

## Geografía
Snijurivka está situada en la orilla derecha del río Inhuléts, afluente del Dniéper, a 62 km al este de Mikolaiv. La altura sobre el nivel del mar es 45 m. 

### Clima
El clima es moderadamente continental con inviernos suaves con poca nieve y veranos calurosos y secos. La precipitación media anual oscila entre 300 y 350 mm.

## Historia
Snijurivka fue fundada en 1812 y era un asentamiento en el uyezd de Jersón de la gobernación de Jersón del Imperio ruso. Los colonos fundadores procedían de las aldeas de Snijurivka y Nenaidekovka, uyezd de Klimovytsk, gobernación de Maguilov. Como la mayoría de los colonos eran de Snijurivka, decidieron llamar al pueblo Snijurivka. 
Durante la Segunda Guerra Mundial, el asentamiento de Snijurivka fue capturado por las tropas alemanas en 1941 y liberado por las fuerzas soviéticas en la ofensiva Bereznegovatoye-Snigirevka de marzo de 1944. Snijurivka ha sido una ciudad desde 1961. En 1975 había una planta de reparación y mecánica, una fábrica de productos de hormigón armado, una fábrica de mantequilla, una fábrica de conservas y varias otras empresas.
El 24 de noviembre de 2015, el ayuntamiento de Snijurivka, aplicando la ley de descomunización, cambió el nombre de las avenidas, calles, plazas y entradas de vehículos de la ciudad.
Durante la invasión rusa de Ucrania en 2022, Snijurivka fue bombardeada y luego capturada por las fuerzas rusas el 19 de marzo de 2022.La liberación de la ciudad ocurrió el 10 de noviembre de 2022 tras la retirada rusa del margen derecho del Dniéper.
Hasta el 18 de julio de 2020, Snijurivka fue el centro administrativo del raión de Snijurivka. El raión se abolió en julio de 2020 como parte de la reforma administrativa de Ucrania, que redujo el número de rayones del óblast de Mikolaiv a cuatro. El área del raión de Snijurivka se fusionó con el raión de Bashtanka.

## Demografía
La evolución de la población de Snijurivka entre 1959 y 2022 fue la siguiente:
| 13 640                                                        | 15 345 | 17 573 | 17 506 | 15 447 | 13 454 | 13 131 | 12 683 | 12 505 | 12 045 |
| (Fuente: Cities & Towns of Ukraine y UKRAINE: Größere Städte) |        |        |        |        |        |        |        |        |        |

Según el censo de 2001, los idiomas de la población son principalmente ucraniano (84,65%) y ruso (14,45%).

## Economía
En la época soviética, había una planta de reparación y mecánica y una planta de productos de hormigón armado, así como una industria alimentaria. Durante 1951-1963, se construyó el sistema de riego Inguléts cerca de Snijurivka.
En 2018, la sucursal "Snijurivska Poultry Factory" de PNVK "INTERBUSINESS" comenzó a trabajar en la reconstrucción de las instalaciones para la cría de aves de corral. La empresa se especializa en la producción de huevos de gallina. En enero-febrero 2019 se pusieron en operación 4 naves con capacidad de diseño de 150.000 cabezas avícolas, a finales de 2019, 350.000 cabezas avícolas. El volumen de producción esperado para el año es de 113 millones de huevos.

## Infraestructura

### Transportes
Snijurivka se encuentra a 60 km de Mikolaiv por ferrocarril, situado en la línea Mikolaiv-Snijurivka-Nueva Kajovka-Volnovaja), y a 70 km por carretera. El transporte fluvial operó hasta la década de 1960.

## Personas notables
- Yuriy Dmitrulin (1975): exfutbolista ucraniano, que jugaba como defensa y fue internacional en 39 ocasiones con la selección de fútbol de Ucrania.

## Galería

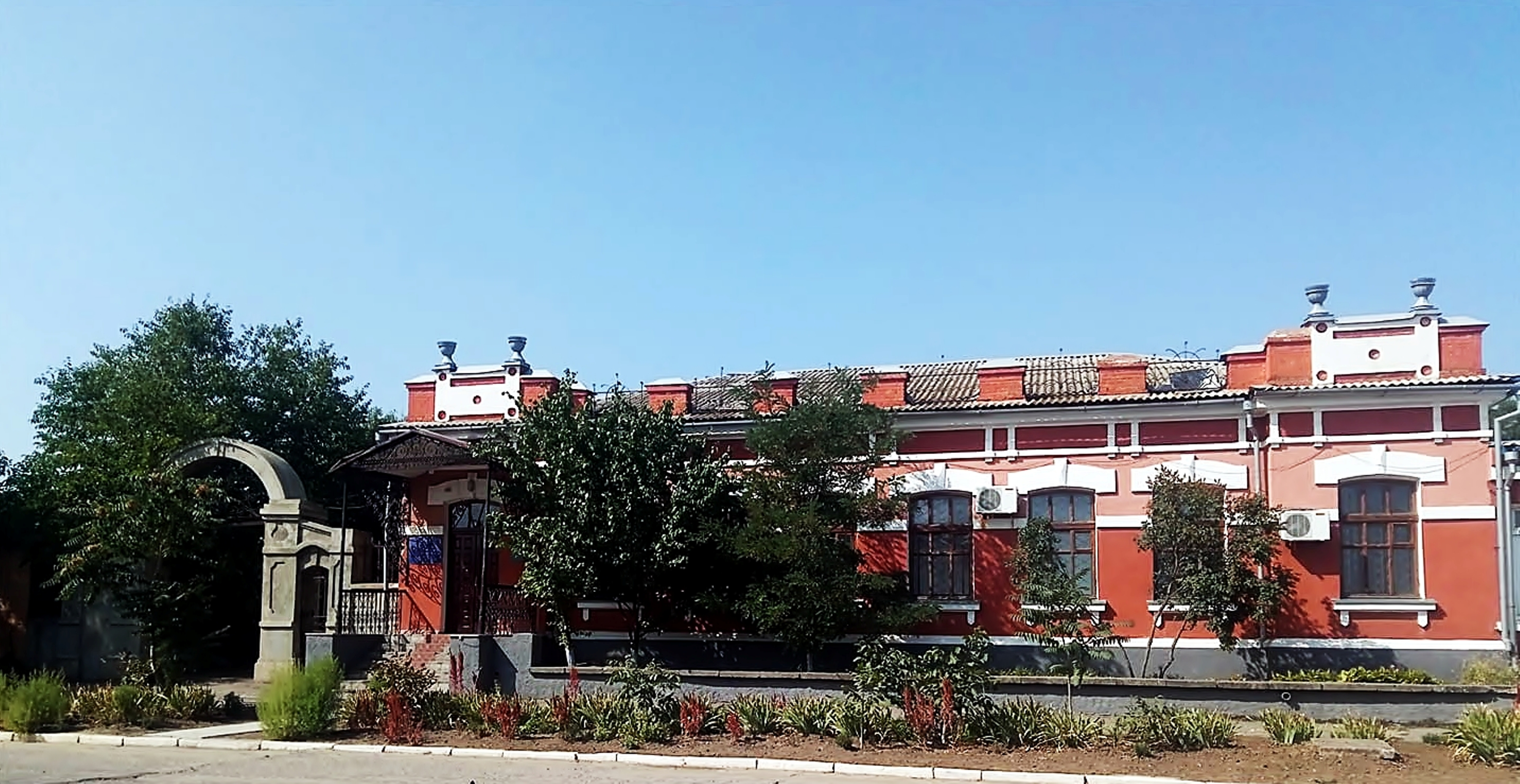
Sociedad de crédito
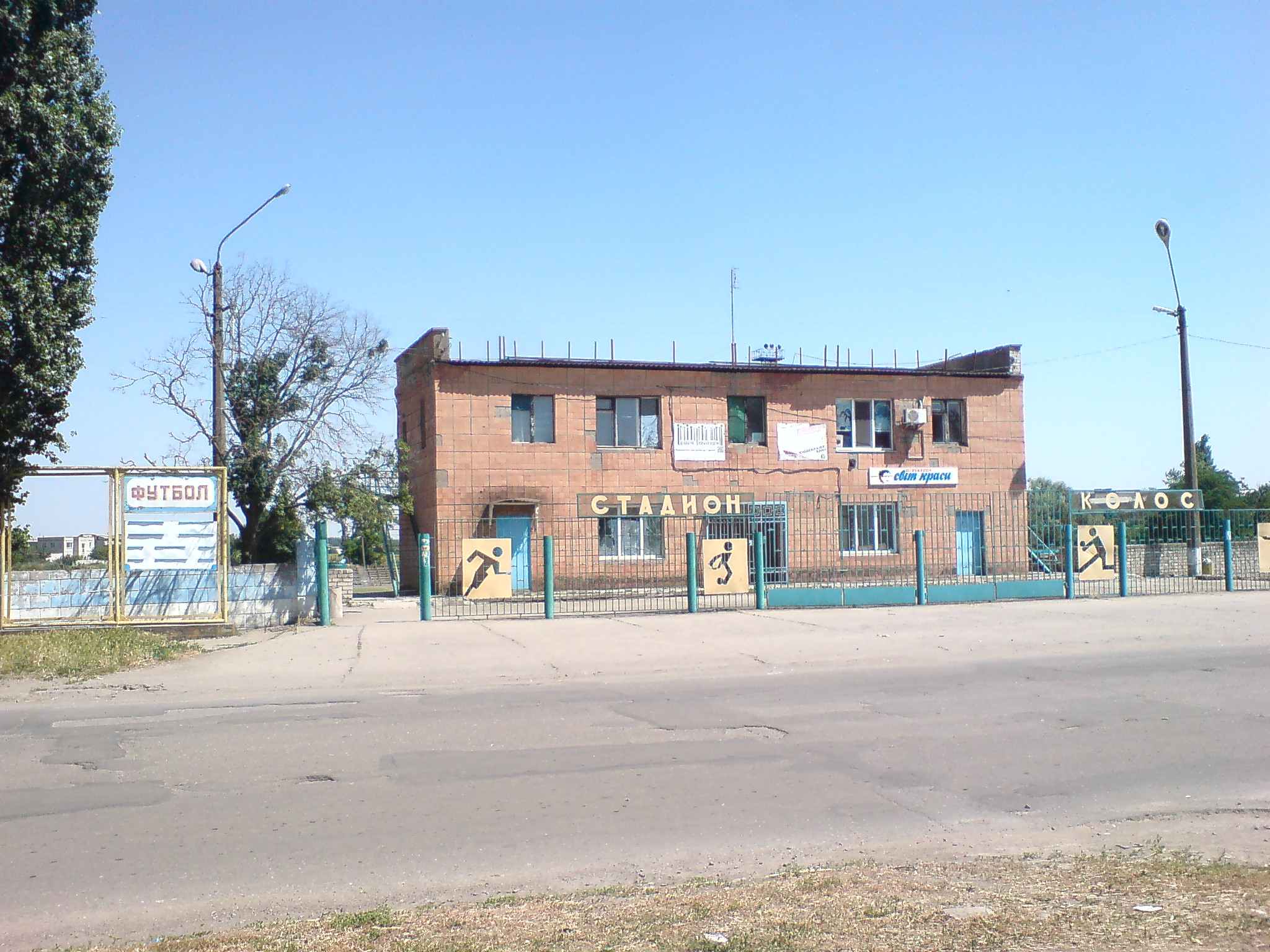
Estadio Kolos
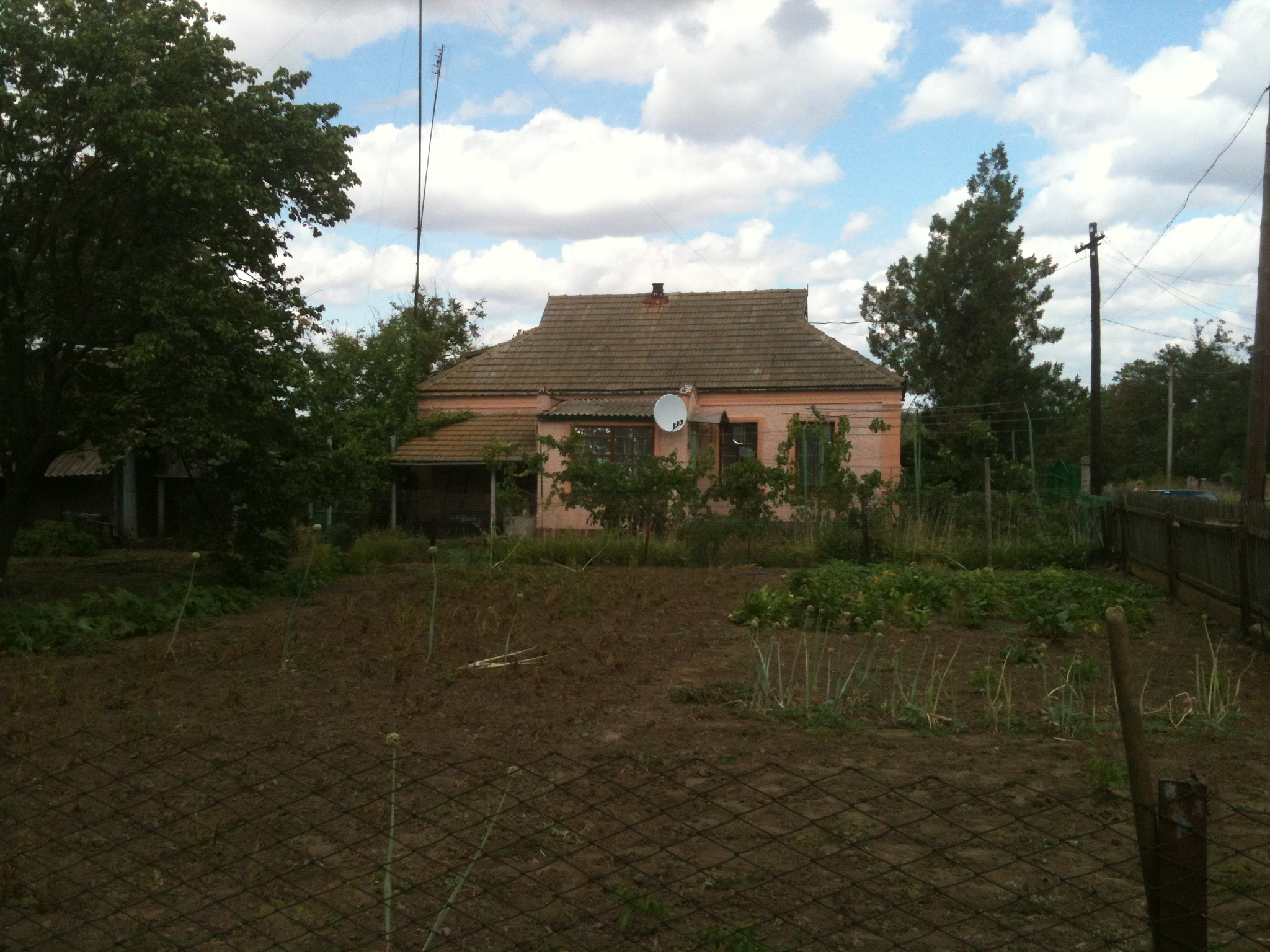
Casa en Snijurivka